# Микей, Александр Яковлевич
Александр Яковлевич Мике́й (Исаак Яковлевич Микей; 1 [14] октября 1901, Москва — 14 сентября 1961, Днепропетровск) — советский горный инженер-геолог и геохимик. Кандидат геолого-минералогических наук (1929), профессор (1933). Репрессирован.

## Биография
Родился в 1901 году в Москве в караимской семье.
Окончил Московскую гимназию. В 1921—1922 году обучался на юридическом факультете Екатеринославского университета. В 1926 году окончил Днепропетровский горный институт, в котором работал с 1924 года сверхштатным препаратором-лаборантом при минералогическом кабинете, с 1926 — штатным ассистентом, с 1930 — доцентом, руководителем дипломного проектирования у геологов нерудной специальности. С 1929 по 1937 год одновременно трудился в Днепропетровском университете профессором, заведующим кафедрой минералогии и геохимии и деканом геологического факультета (1936—1937). Со 2-й половины 1920-х годов преподавал в Днепропетровске на высших инженерных курсах, в химико-фармацевтическом техникуме, физико-химико-математическом институте, институте профобразования, возглавлял секцию Украинского НИИ физической химии. Трудился в различных геологических партиях и экспедициях по разведке пемзовых, туфовых и диатомитовых месторождений; научным сотрудником Всесоюзного института строительных материалов минерального происхождения. Читал лекции по минералогии в Донецком горном институте, по геохимии и по курсу «физико-химические основы петрографии» в Ростовском-на-Дону университете. Был одним из организаторов Украинского геохимического общества.
30 мая 1937 года, незадолго до открытия в Москве XVII сессии Международного геологического конгресса, арестован как член «контрреволюционной троцкистско-меньшевистской вредительско-террористической организации», в которую якобы был завербован профессором С. Ю. Семковским (накануне расстрелянным) в 1933 году на съезде химиков в Харькове. 15 января 1938 года осуждён на 10 лет тюремного заключения с лишением прав на 5 лет и конфискацией имущества. Отбывал срок на Колыме. Семью репрессированного геолога в это время материально поддерживал муж сестры, профессор И. И. Танатар. 
В 1947 году вышел на свободу инвалидом, поселился в Синельниково, работал в тресте «Чермет». Некоторое время работал в геологической партии в Дружковке. После реабилитации в 1956 году, вернулся в Днепропетровск. В последние годы жизни занимался тюркологией.
Умер 14 сентября 1961 года в Днепропетровске.

## Научная деятельность
Работал в области геологии и минералогии. Изучал третичные отложения, грязевые вулканы, минералогию Криворожья, строительные материалы минерального происхождения Украины и Северного Кавказа. Впервые описал минерал эльбрусит. Много статей посвятил вопросам гидрогеологии и другим направлениям. Автор книги «Геологический очерк Военно-Сухумской дороги» (1928) и учебника для студентов химических вузов «Минеральное сырьё» (1931).